# Baka to Test to Shōkanjū
Baka to Test to Shōkanjū (jap. バカとテストと召喚獣, dt. „Idioten und Tests und herbeigerufene Bestien“), kurz BakaTest (バカテスト), ist ein Franchise von Medien, das auf der gleichnamigen Light-Novel-Reihe von Kenji Inoue beruht. Die Buchreihe wird seit Januar 2007 von Enterbrain im Imprint Famitsu Bunko veröffentlicht und soll am 30. November 2013 mit der Veröffentlichung des 12. Bandes enden. Sie wurde unter anderem durch mehrere Manga-Reihen, einer Anime-Fernsehserie bestehend aus zwei Staffeln und einer OVA-Serie adaptiert.

## Handlung
Im Mittelpunkt der Handlung steht der Junge Akihisa Yoshii, der nur allzu oft auch als „Baka“ (dt. Idiot) bezeichnet wird. Er besucht eine Schule, in der die Schüler abhängig von den letzten Testergebnissen den entsprechenden Klassen von A bis F zugeordnet werden. Während die Schüler mit den besten Noten in die A-Klasse aufgenommen werden, deren Klassenraum mit allen erdenklichen Annehmlichkeiten ausgestattet ist, besitzt der F-Klassenraum weder eine Heizung noch Stühle, verwendet statt der Schreibtische entsorgte Stubentische, die noch dazu häufig von allein auseinanderfallen, und hat auch sonst keinerlei Annehmlichkeiten zu bieten. Die Räume der anderen Klassenstufen sind entsprechend immer eine Stufe komfortabler ausgestattet. Eine weitere Besonderheit der Schule ist, dass alle Schüler eine „Bestie“ herbeirufen (Shōkanjū, eine Abbildung ihrer selbst, illustriert als Chibi-Form der Charaktere) können. Eine Regel der Schule besagt nämlich, dass die Klassen mit Hilfe dieser Geschöpfe Kämpfe gegeneinander austragen können. Der Gewinner hat das Recht, den Klassenraum einer anderen Stufe zu übernehmen. Die Sache hat jedoch einen Haken. Die Geschöpfe sind anfangs nur so stark, wie die Schüler bei ihrem letzten Test abgeschnitten haben. Jedoch können sich die Schüler auch aus einem Kampf zurückziehen und einen Test absolvieren. Je besser sie dabei abschneiden, desto mehr Lebenspunkte werden ihrem Geschöpf gutgeschrieben.
Die Handlung setzt an dem Punkt an, als das kluge Mädchen Mizuki Himeji während eines Test aus Krankheit in Ohnmacht fällt. Durch die strikten Regeln wird dies mit Null Punkten bewertet und so findet sie sich zusammen mit Akihisa in der F-Klasse wieder. Dort sind sie sowohl von einigen Freunden von Akihisa als auch vom „letzten Abschaum“ der Schule umgeben, mit denen sie versuchen, einen besseren Klassenraum zu erobern. Angeführt werden sie dabei vom Klassensprecher Yūji Sakamoto, der die Strategie der Kämpfe festlegt. Unterstützung bekommen sie von der Bishōjo Minami Shimada, dem perversen Kōta Tsuchiya und dem sehr weiblich aussehenden Hideyoshi Kinoshita.

## Entstehung und Veröffentlichungen
Die Light-Novel-Reihe wird von Kenji Inoue geschrieben und verwendet Illustrationen, die von Yui Haga gezeichnet werden. Die Buchreihe wurde in 12 Bänden vom 29. Januar 2007 bis zum 30. November 2013 von Enterbrain bei dessen Imprint Famitsu Bunko veröffentlicht. Zu diesen Hauptbänden kamen fünf Kurzgeschichtensammlungen hinzu.
| Hauptreihe - Band 1: ISBN 978-4-7577-3329-9, 29. Januar 2007. - Band 2: ISBN 978-4-7577-3505-7, 28. April 2007. - Band 3: ISBN 978-4-7577-3682-5, 30. August 2007. - Band 4: ISBN 978-4-7577-4236-9, 30. Mai 2008. - Band 5: ISBN 978-4-7577-4518-6, 29. November 2008. - Band 6: ISBN 978-4-7577-4827-9, 30. April 2009. - Band 7: ISBN 978-4-04-726195-2, 26. Dezember 2009. - Band 8: ISBN 978-4-04-726727-5, 30. August 2010. - Band 9: ISBN 978-4-04-727031-2, 29. Januar 2011. - Band 10: ISBN 978-4-04-727647-5, 5. Januar 2012. - Band 11: ISBN 978-4-04-728752-5, 30. März 2013. - Band 12: ISBN 978-4-04-729293-2, 30. November 2013. | Kurzgeschichtensammlungen - Band 3.5: ISBN 978-4-7577-3979-6, 30. Januar 2008. - Band 6.5: ISBN 978-4-7577-5040-1, 29. August 2009. - Band 7.5: ISBN 978-4-04-726313-0, 27. Februar 2010. - Band 9.5: ISBN 978-4-04-727332-0, 30. Juni 2011. - Band 10.5: ISBN 978-4-04-728351-0, 29. September 2012. |

Von November 2011 bis November 2012 wurden 350.000 Exemplare verkauft, wodurch sie Platz 16 der meistverkauften Light-Novel-Reihen des Jahres erreichte. Bis November 2013 kamen 240.000 weitere hinzu, wodurch sie auf Platz 19 landete.

## Adaptionen

### Manga
Aufbauend auf der Buchreihe entstehen mehrere Manga-Reihen. Der von Mosuke Mattaku gezeichnete gleichnamige Manga erscheint seit dem 25. April 2009 innerhalb des Magazins Shōnen Ace, das von Kadokawa Shoten herausgegeben wird. Die erste gebundene Ausgabe erschien am 26. Dezember 2009.
- Band 1: ISBN 978-4-04-715358-5, 26. Dezember 2009.
- Band 2: ISBN 978-4-04-715388-2, 26. Februar 2010.
- Band 3: ISBN 978-4-04-715498-8, 26. August 2010.
- Band 4: ISBN 978-4-04-715612-8, 26. Januar 2011.
- Band 5: ISBN 978-4-04-715716-3, 26. Juni 2011.
- Band 6: ISBN 978-4-04-120090-2, 26. Januar 2012.
- Band 7: ISBN 978-4-04-120330-9, 26. Juli 2012.
- Band 8: ISBN 978-4-04-120627-0, 26. März 2013.
- Band 9: ISBN 978-4-04-120732-1, 26. Juni 2013.

Ebenfalls im Shōnen Ace erschien seit dem 26. Dezember 2009 die von Koizumi gezeichnete Yonkoma-Umsetzung Baka to Test to Shōkanjū Dya (バカとテストと召喚獣ぢゃ). Seit März 2011 wird der Manga im Magazin 4-Koma Nano Ace, ebenfalls von Kadokawa Shoten, veröffentlicht. Die Serie soll am 26. November 2013 im Shōnen Ace enden.
- Band 1: ISBN 978-4-04-715512-1, 26. August 2010.
- Band 2: ISBN 978-4-04-715723-1, 26. Juni 2011.
- Band 3: ISBN 978-4-04-120628-7, 26. März 2013.

Eine dritte Manga-Adaption mit dem Titel Baka to Test to Shōkanjū Spinout! Sore ga Bokura no Nichijō. (バカとテストと召喚獣 SPINOUT! それが僕らの日常.) wird von namo gezeichnet und ab dem 30. Oktober 2009 innerhalb der Famitsu Comic Clear von Enterbrain veröffentlicht. Der Manga soll mit dem 30. Kapitel enden.
- Band 1: ISBN 978-4-04-726513-4, 27. Mai 2010.
- Band 2: ISBN 978-4-04-726750-3, 27. September 2010.
- Band 3: ISBN 978-4-04-727052-7, 14. Februar 2011.
- Band 4: ISBN 978-4-04-727373-3, 15. Juli 2011.

### Anime
Basierend auf der Handlung der Light-Novel-Reihe produzierte das Studio Silver Link eine gleichnamige Anime-Fernsehserie. Diese entstand unter der Regie von Shin Ōnuma. Das Charakterdesign wurde von Miwa Ōshima auf Basis der ursprünglichen Illustrationen von Yui Haga entworfen. Die künstlerische Leitung übernahm Kōji Azuma, während Miwa Ōshima die Gesamtanimationsregie leitete. Für die Erstellung der Hintergründe war Studio Tulip zuständig, während Lantis die Produktion der Musik übernahm.
Erstmals wurde die erste Folge der Serie am 7. Januar 2010 auf TV Tokyo nach Mitternacht (und damit am vorigen Fernsehtag) ausgestrahlt und lief dort bis 1. April. Am selben Tag etwa eine halbe Stunde später begann TV Aichi mit der Übertragung, die Sender AT-X und TV Ōsaka folgten einige Tage später.
Im März 2010 wurde Baka to Test to Shōkanjū von Funimation lizenziert und seit 5. März unter dem Titel Baka and Test – Summon the Beasts mit englischen Untertiteln auf der eigenen Website gestreamt.
Die zweite Staffel Baka to Test to Shōkanjū Ni! (バカとテストと召喚獣にっ!) lief vom 8. Juli bis 30. September 2011 ebenfalls zuerst auf TV Tokyo und binnen zwei Wochen Versatz auf TV Osaka, TV Aichi und AT-X.

#### Konzeption
Der Anime spielte in verschiedenen Szenen erneut auf Sayonara Zetsubō Sensei an. In diversen Szenen die Hintergründe mit einem Polka-Dot-Muster versehen, die Muster der Kleidung blieben statisch (d. h., sie bewegten sich nicht mit den Charakteren mit, wie es beim Kimono von Nozomu Itoshiki regelmäßig der Fall war) und es wurden verschiedene typische Ausrufe wiedergegeben.

#### Synchronisation
| Rolle                               | japanischer Sprecher (Seiyū) |
| ----------------------------------- | ---------------------------- |
| Akihisa Yoshii                      | Hiro Shimono                 |
| Mizuki Himeji                       | Hitomi Harada                |
| Minami Shimada                      | Kaori Mizuhashi              |
| Hideyoshi Kinoshita, Yūko Kinoshita | Emiri Katō                   |
| Yūji Sakamoto                       | Tatsuhisa Suzuki             |
| Kōta „Muttsurīni“ Tsuchiya          | Kōki Miyata                  |
| Sōichi Nishimura                    | Akio Ōtsuka                  |
| Miharu Shimizu                      | Ayana Taketatsu              |
| Shōko Kirishima                     | Tomomi Isomura               |

#### Musik
Im Vorspann der Serie wurde der Titel Perfect-area complete! gespielt, der von Natsuko Aso gesungen wurde. Der Text des Liedes wurde von Aki Hata geschrieben. Das Stück wurde von Ken’ichi Maeyamada komponiert und arrangiert. Den Abspann bildete der Titel Baka Go Home (バカ・ゴー・ホーム), der von milktub interpretiert wurde. Der Liedtext wurde von bamboo geschrieben. Der im Hintergrund zu hörende Chor stammt von den Seiyū der Serie, die als BakaTest All Stars benannt wurden.

### OVA
In der Oktober-Ausgabe des Magazins Shōnen Ace wurde im August 2010 bekannt gegeben, dass eine OVA produziert wird.
Die OVA Baka to Test to Shōkanjū: Matsuri umfasst zwei Folgen, die am 23. Februar und am 30. März 2011 veröffentlicht wurden. Letztere wurde wegen des Tōhoku-Erdbebens um eine Woche nach hinten verschoben. Die Hauptbesetzung und der Stab blieben im Vergleich zur Fernsehserie unverändert.